# Сопствена соба
Сопствена соба је проширени есеј енглеске књижевнице Вирџиније Вулф, који је први пут објављен у септембру 1929. године. Рад се заснива на два предавања која је одржала у октобру 1928. на женским колеџима у склопу Универзитета у Кембриџу и комбинује тезе о феминизму и родним разликама са онима о историји књижевности и поетици.
У овом есеју, Вирџинија Вулф користи различите метафоре како би говорила о друштвеним неправдама, коментарише како је женама ускраћена слобода изражавања и описује последице које друштвена очекивања и родне улоге имају на жене. У цитату: „Жена мора да има новац и сопствену собу ако жели да пише“ је сажета суштинска поента есеја. 

## Теме

### Мери Хамилтон
Вирџинија Вулф је написала Сопствену собу користећи савремену наративну технику тока свести и као наратора је изабрала непознату женску особу којој је дала име Мери, коју пореди са женским ликовима (Мери Бетон, Мери Ситон и Мери Кармајкл) из баладе из 16. века Мери Хамилтон - о дами на чекању која се суочава са погубљењем јер је убила дете које је имала са краљем.
Позивајући се на причу о жени која чека да буде обешена јер је одбацила мајчинство и живела ван брака, наратор поистовећује жене писце са угроженим људима који живе на друштвеним маргинама. У поглављу се помиње и шкотска краљица Мери Стјуарт. 

### Приступ образовању
У складу са ставовима тог доба, Вирџинијин отац, сер Лезли Стивен, је веровао да само дечаке треба слати у школу.  Вирџинија подстиче женску публику да схвати значај образовања и истовремено је упозорава на несигурност положаја жена у друштву и говори о огромној разлици између тога како су жене идеализоване у књижевности коју пишу мушкарци и како се патријархално друштво односи према женама у стварном животу. Вирџинија Вулф испитује да ли су жене способне и да ли уопште имају слободу да створе дело чији се квалитет може поредити са делима Вилијама Шекспира и говори о ограничењима са којима се суочавају некадашње и тадашње жене писци. 

### Џудит Шекспир
У једном поглављу, Вирџинија ствара фиктивног лика, Џудит, сестру Вилијама Шекспира, како би показала да би жени са талентом који поседује Вилијам била ускраћена прилика да га развије и уновчи. Попут Вирџиније, која је остајала код куће док су њена браћа ишла у школу, Џудит је заробљена у кући, упркос свом авантуристичком духу и жељи да иде у школу и види свет као њен брат и родитељи је кажњавају када чита књиге и избегава кућне послове.  Након што одбије да се уда, отац је претуче, а затим и присили да се уда. Она бежи у Лондон, где је малтретирају и смеју јој се када покуша да постане глумица, а затим затрудни и на крају се убије, а Вилијам постаје успешан. 

### Историја жена које су се бавиле писањем
У есеју, Вулф конструише критички и историјски приказ досадашњих жена писаца. Она описује каријере неколико књижевница, укључујући Афру Бен, Џејн Остин, сестре Бронте, Ен Финч и Џорџа Елиота. Поред женских ауторки, Вулф такође помиње научницу и феминисткињу Џејн Елен Харисон. Осим ње, Вулф такође говори о Ребеки Вест, доводећи у питање критику коју је на њен рачун упутио Дезмонд Мекарти,  рекавши да је бестидна феминисткиња. Међу мушкарцима које Вулф критикује због ставова о женама, помиње се и Ф. Е. Смит, гроф од Биркенхеда, због погрдних коментара на рачун књижевних способности жена и отвореног противљења праву гласа. Есеј говори и о Оскару Браунингу, кроз речи његовог биографа Х. Е. Вортама, у којем тврди да је најбоља жена интелектуално инфериорнија од најгорег мушкарца у погледу писања. Поред ових помена, Вулф се суптилно позива на неколико најистакнутијих интелектуалаца тог времена. 

### Лезбејство
Вулф је написала у свом дневнику да мисли да ће бити обележена као феминисткиња и лезбејка након објављивања Сопствене собе. У једном делу књиге, док описује  рад измишљене ауторке, Мери Кармајкл, Вулф директно описује лезбејство и говори о томе како друштво треба да макар уважи постојање жена којима се допадају друге жене у друштву. Помиње суђење Радклиф Хол које је уследило након што је објавила романа са лезбејском тематиком „Бунар усамљености“1928. који је изазвао јавни скандал.  
Феминистичка критичарка Џејн Маркус тврди да је Вирџинија Вулф давала упутства другим женама писцима како да дискутују и пишу о лезбејству довољно дискретно да би избегле прогон.

## Критике
Алис Вокер је одговорила на запажање Вирџиније Вулф да су само жене које имају „сопствену собу“ у позицији да пишу. Иако је сама Вирџинија нагласила да немају све жене у њеном друштву безбедан простор у којем могу да пишу, Вокер је напоменула да белкиње ипак уживају у извесним привилегијама које нису доступне женама других раса и као пример помиње Филис Витли, робињу крхког здравља, али високе интелигенције која je писала поезију и чија интелигенција и речитост не би остале незапажене да је белкиња. Алис Вокер тврди да је Витли била у знатно другачијој позицији од наратора есеја Вирџиније Вулф, по томе што она не поседује ни сопствену слободу, а још мање „сопствену собу“. Витли, као и многе друге жене других раса у њеној позицији, постоје изван ове собе и простора који Вирџинија Вулф издваја за жене писце.